# Neil Banfield
Neil Banfield (Londra, 20 gennaio 1962) è un allenatore di calcio ed ex calciatore inglese, di ruolo difensore.
Specialista nell'individuazione, sviluppo e formazione di giovani talenti, ha lavorato fino al 2018 nello Staff Tecnico di Arsene Wenger all'Arsenal.

## Carriera
Banfield è un ex calciatore professionista, di ruolo difensore centrale. Ha giocato con il Crystal Palace (1979-1981), l'Adelaide City (1981-1983) ed il Leyton Orient (1983-1984). Nella sua carriera è stato più volte convocato dalle nazionali giovanili inglesi con cui ha partecipato al Mondiale U20 nel 1981.
Dopo aver finito la carriera come calciatore ha cominciato quella da allenatore, guidando dal 1997 al 2004 le giovanili dell'Arsenal, con cui ha vinto due Coppe d'Inghilterra giovanili, una FA Premier Academy League Under-17 nel 1999-2000 e un'Academy League Under-19 nel 2003-2004. Precedentemente ha lavorato come Capo Scout per il Charlton Athletic e da Direttore del Settore Giovanile, prima dello stesso Charlton Athletic per poi passare con il medesimo incarico all'Arsenal. Tra i principali calciatori allenati e formati da Neil Banfield durante la sua esperienza nel Settore Giovanile dell'Arsenal vi sono Cesc Fabregas, Robin Van Persie, Ashley Cole, Jack Wilshere, Kieran Gibbs, Francis Coquelin, Theo Walcott e Aaron Ramsey.
Nel 2004, dopo l'addio di Eddie Niedzwiecki, è passato ad allenare la squadra riserve dell'Arsenal. Nello stesso anno è stato anche assistente di Don Givens nell'Irlanda Under-21 tra l'aprile del 2004 ed il maggio del 2005.
Dal 2012 al 2018 ha fatto parte dello Staff Tecnico di Arsene Wenger occupandosi principalmente dello scouting e sviluppo di giovani calciatori, nella transizione dalle giovanili alla prima squadra e supportando l'allenatore Arsene Wenger nell'attività di preparazione tecnico/tattica della prima squadra.

## Palmarès

### Club

#### Competizioni giovanili
- FA Youth Cup: 1

Crystal Palace: 1977-1978